# Isabelle Grussenmeyer
Isabelle Grussenmeyer est une liedermacherin : auteur-compositeur-interprète alsacienne, née à Haguenau le 14 avril 1979. Comédienne trilingue (français, allemand et dialecte alsacien), elle a effectué sa scolarité à l'université Marc Bloch pour l'obtention d'un DUT en communication et ensuite à l'IUFM de Colmar pour une licence en sciences de l'éducation.
Guitariste et chanteuse, elle est présente sur la scène régionale : Festival Summerlied, Festival Babel, Clair de Nuit, Novemberlicht, Friehjohr fer unsri Sproch... 
Comédienne, elle participe à diverses productions théâtrales.

## Albums
- Morjerot (2002)
- D'Sùnnebluem (2004)
- Hin un Her (2007)
- Kinderspring (2009)
- Kindergarten (2011)
- Ich bin do (2017)

## Chansons pour enfants
- Alsa' Comptines
- Kinderzitt
- Kindergarte
- Kinderspring

## Participation aux compilations
- Les histoires perdues des rues
- Mund-Art am Oberrhein - Volume I
- Mund-Art am Oberrhein - Volume II
- Barabli Hit
- D'Zit isch do S'isch Zit
- Gospel G'sang
- Mit'nander
- Lieder fer's Herz

## Théâtre et participations aux productions théâtrales[2]
- 2006 D'r Gizhals, L'Avare de Molière joué en alsacien par une traduction de Marie Hart et mise en scène par Joseph Schmittbiel en différents lieux dans le Bas-Rhin.
- 2004 Enfin ...n’en parlons plus en version française traduite par Joseph Schmittbiel de la pièce originale alsacienne de Germain Muller Enfin... redde mir nimm devun. Cette version traduite est mise en scène par Lionel Heinerich et jouée à la Choucrouterie à Strasbourg.
- 2001 Spectacle médiéval trilingue au Haut-Barr à Saverne mise en scène par Patrick Barbelin
- 2001 Mamsell Ophélie mis en scène par Harmut Kirste et jouée à la Scala à Strasbourg
- 2000 D'r Theatermacher produit par Thomas Bernhard et mis en scène par Francis Haas joué à la Choucrouterie à Strasbourg